# Račički Brijeg
Račički Brijeg is een plaats in de gemeente Buzet in de Kroatische provincie Istrië. De plaats telt 48 inwoners (2001).